# Hugh Howie
Hugh Howie (Glasgow, 14 febbraio 1924 – 14 gennaio 1958) è stato un calciatore scozzese, di ruolo difensore.

## Biografia
Giocò per undici anni nell'Hibernian Football Club con cui vinse tre campionati. L'unica partita in nazionale fu contro il Galles nell'Ottobre 1948 in una vittoria per 3-1 dove segnò anche un gol. Si ritirò dal calcio nel 1954 per ragioni mediche. Morì nel 1958 a causa di un incidente automobilistico.

## Palmarès

### Club

#### Competizioni nazionali
- Campionato scozzese: 3

Hibernian: 1947-1948, 1950-1951, 1951-1952